# 'Olvicheh
'Alavijeh (farsi علویجه‎) è una città dello shahrestān di Najafabad, circoscrizione di Mehrdasht, nella Provincia di Esfahan. Aveva, nel 2006, una popolazione di 5.692 abitanti.